# パラッツォ・ブランカッチョ

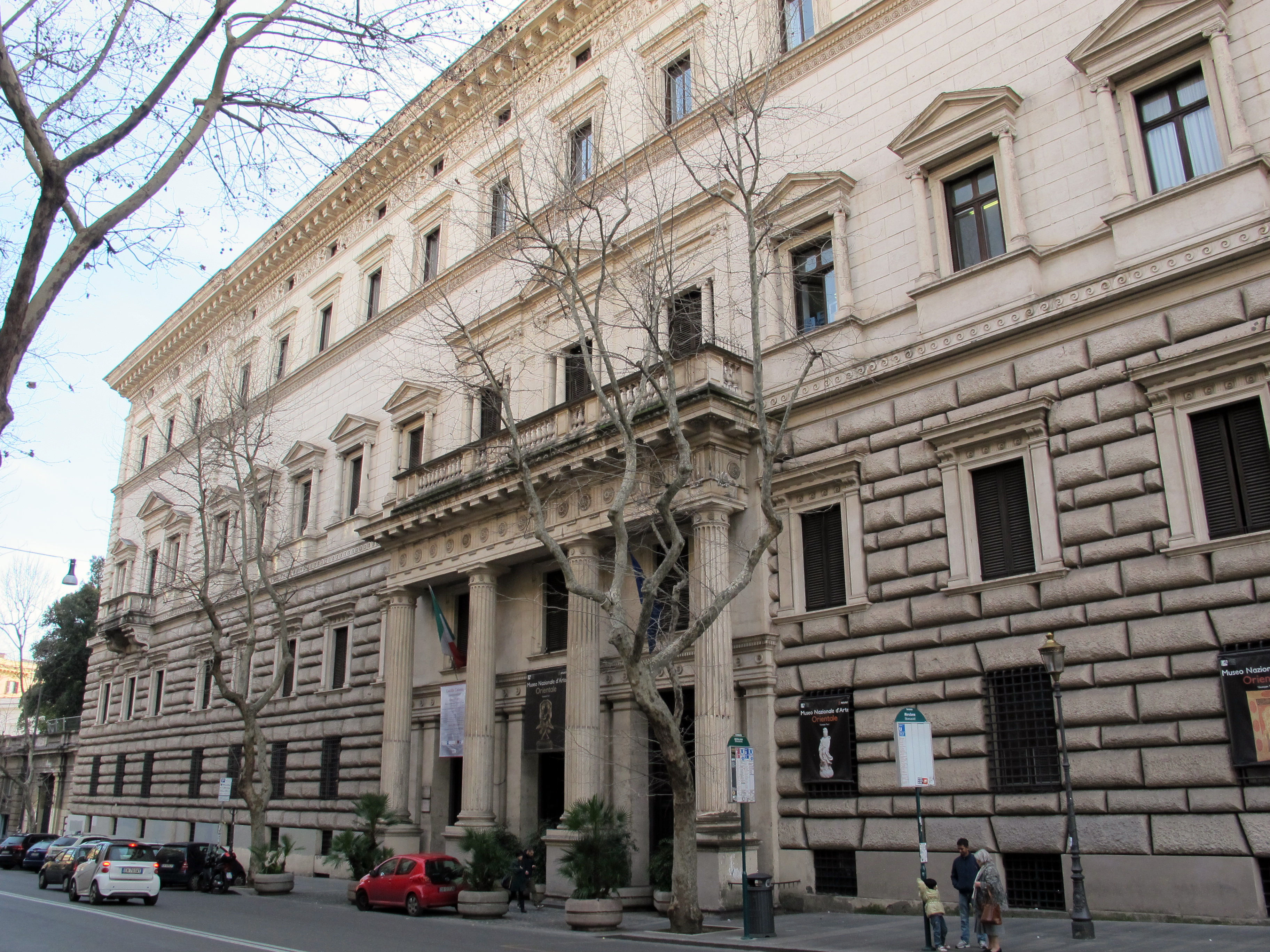
ファサード

パラッツォ・ブランカッチョ、ブランカッチョ宮殿 (イタリア語: Palazzo Brancaccio) はイタリア共和国ローマに現存するパラッツォである。現在はイベント用施設として、また、施設の一部は国立オリエント博物館として使用されている。
エスクイリーノの丘北東部に位置し、近隣の駅はローマ地下鉄A線ヴィットーリオ・エマヌエーレ駅またはローマ地下鉄B線カヴール駅。
パラッツォ自体は1880年から1885年にかけて建設された。サルヴァトーレ・ブランカッチョと、その妻でメアリー（アメリカの大富豪の娘）の依頼によったもので、「ローマ貴族の最後の宮殿」とも評される。内部の装飾はフランチェスコ・ガイが担当した。
1953年の映画『ローマの休日』の序盤で登場人物のアン王女が滞在する大使館内部の舞台として、謁見やバルコニーづたいに脱走するシーンなどで使用された。1969年に宮殿は一般公開され、2011年現在はローマパーティー (ROMAPARTY) 社が所有している。パーティーなどのイベント用施設に転用されており、コカ・コーラ、メルセデス・ベンツ、クリスチャン・ディオールといった顧客を得ているという。一般の人々の結婚式に使用されることもある。
各部屋の広さはまちまちであるが、広い部屋では200平方メートルを超えるものも存在し、それぞれ彫刻、絵画やタペストリーで彩られている。
敷地内には庭、噴水、池などがあり、国立オリエント博物館も併設されている。博物館は1957年に設立され、翌年に一般公開された。中東やインドをはじめ、日本を含む極東までの範囲の遺物を収蔵している。